# Euidopsis truncata
Euidopsis truncata är en insektsart som beskrevs av Ribaut 1948. Euidopsis truncata ingår i släktet Euidopsis och familjen sporrstritar. Inga underarter finns listade i Catalogue of Life.